# Queen's Club Championships 2006
I Queen's Club Championships 2006 (conosciuti pure come Stella Artois Championships per motivi di sponsorizzazione) sono stati un torneo di tennis giocato sull'erba. È stata la 113ª edizione dei Queen's Club Championships e faceva parte della categoria International Series nell'ambito dell'ATP Tour 2006. Si è giocato al Queen's Club di Londra in Inghilterra, dal 9 al 15 giugno 2006.

## Campioni

### Singolare
Lleyton Hewitt ha battuto in finale  James Blake con il punteggio di 6–4, 6–4.

### Doppio
Paul Hanley /  Kevin Ullyett hanno battuto in finale  Jonas Björkman /  Maks Mirny con il punteggio di 6–4 3–6 [10-8].